# Callyspongia pergamentacea
Callyspongia pergamentacea är en svampdjursart som först beskrevs av Ridley 1881.  Callyspongia pergamentacea ingår i släktet Callyspongia och familjen Callyspongiidae. Inga underarter finns listade i Catalogue of Life.